# Yumachrysa clarivena
Yumachrysa clarivena is een insect uit de familie van de gaasvliegen (Chrysopidae), die tot de orde netvleugeligen (Neuroptera) behoort. 
Yumachrysa clarivena is voor het eerst wetenschappelijk beschreven door Banks in 1950.